# پلزنت هیل (جنوب)، شهرستان لوگان، آرکانزاس
پلزنت هیل (به انگلیسی: Pleasant Hill) یک منطقهٔ مسکونی در ایالات متحده آمریکا است که در شهرستان لوگان، آرکانزاس واقع شده‌است. پلزنت هیل ۱۶۴٫۹ متر بالاتر از سطح دریا واقع شده‌است.